# Hemidesmus indicus
Hemidesmus indicus es una especie perteneciente a la familia de las apocináceas, originaria de Asia.

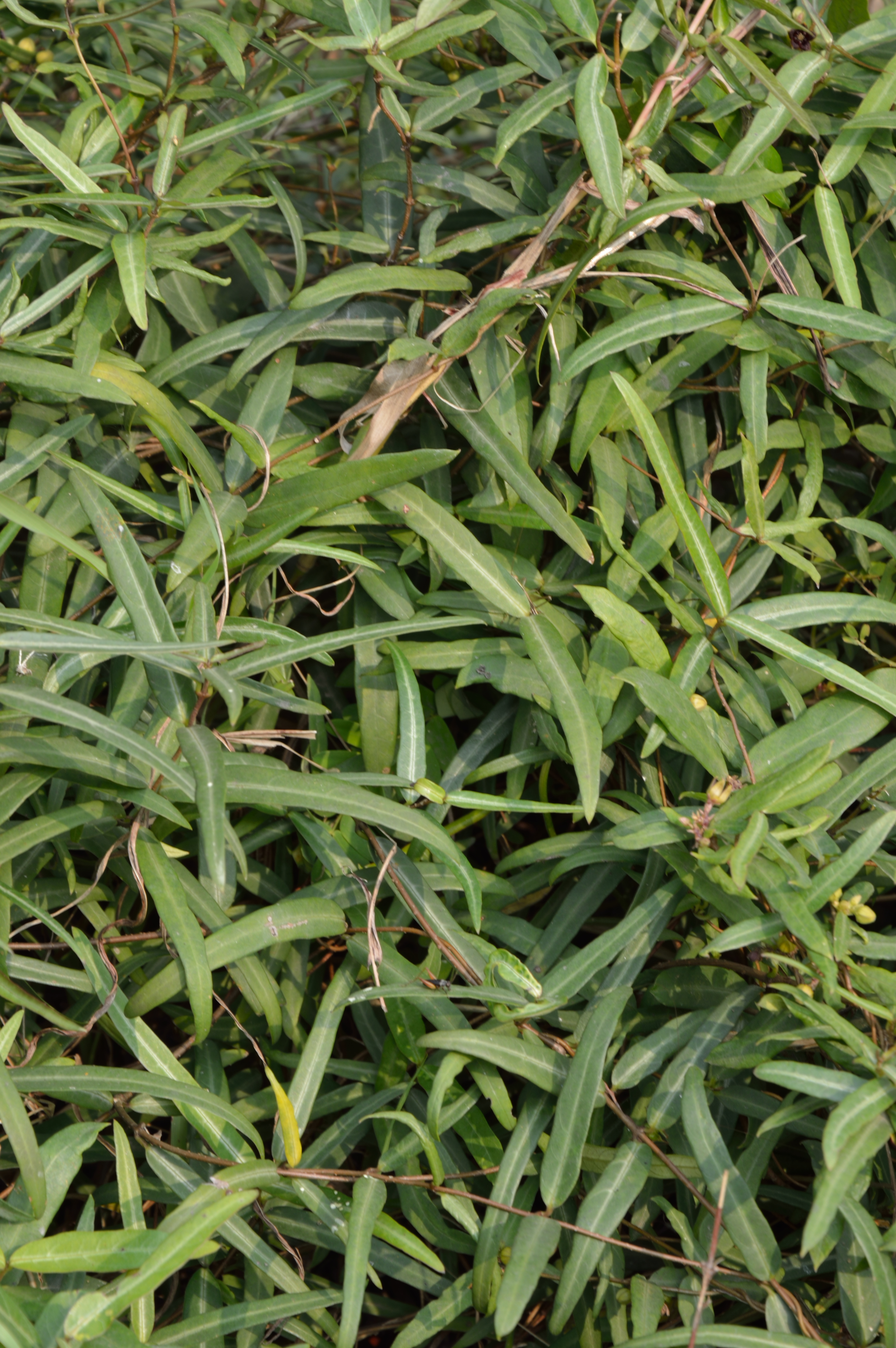
Vista de la planta

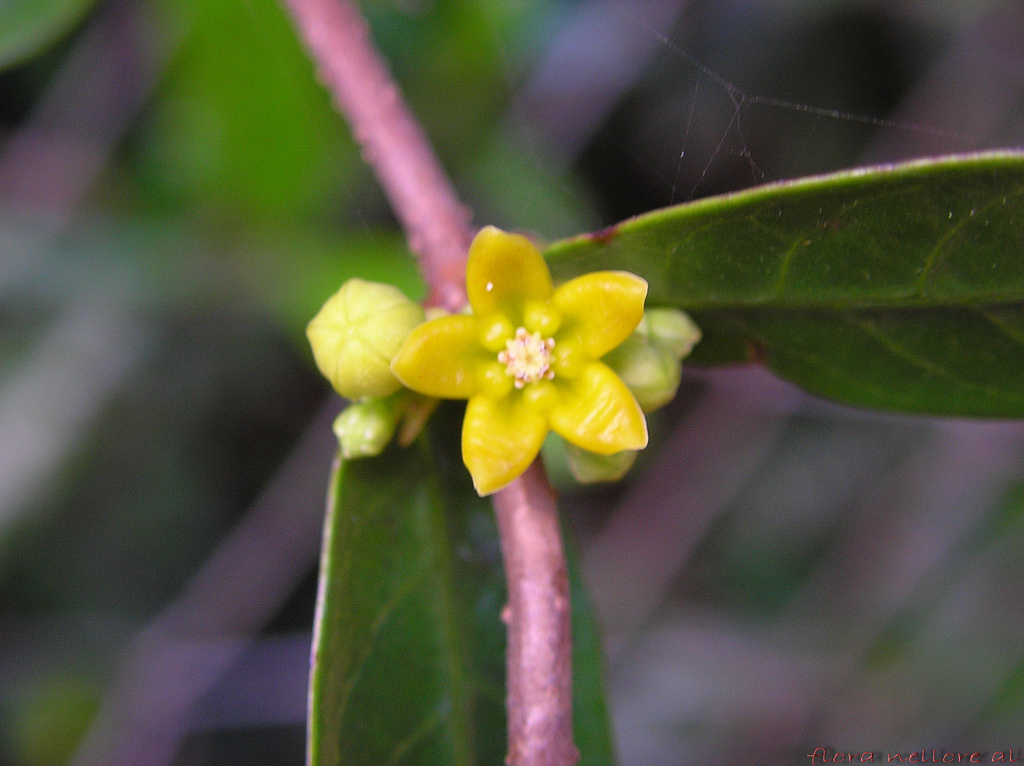
Detalle de la flor

## Distribución y hábitat
Se distribuye por las tierras bajas de India y Malasia.

## Descripción
Son enredaderas sufruticosas; sus órganos subterráneos son leñosos,  a veces tuberosos. Las láminas foliares con herbáceas de 1.4-17 cm de largo y 0.5-5 cm de ancho, lineales, elípticas, oblongas, ovales u obovados, basalmente redondeadas o atenuadas, apicalmente agudas a acuminadas, marginalmente ciliadas, glabras o pubescentes.
Las inflorescencias son axilares, normalmente dos por nodo, simples, (sub-) sésiles; con las brácteas florales visibles, persistente después de la abscisión de la flor.

## Propiedades
Esta planta ha sido utilizada ampliamente en la India como antisifilítico en lugar de la zarzaparrilla, pero no se introdujo en Inglaterra hasta 1831.  Ninguna investigación satisfactoria se ha efectuado sobre sus propiedades químicas.  Sin embargo, un aceite volátil se ha encontrado en ella y un principio cristalizable peculiar, llamado por algunos Hemidesmine.  También contiene algo de almidón, saponina, y  ácido tánico.
Útiles para el reumatismo, la escrófula y enfermedades de la piel, se utiliza como una infusión, pero no como una decocción, ya que al hervirlo se disipa su principio activo volátil. 
Se ha utilizado con éxito en la curación de las enfermedades venéreas, demostrando eficacia donde la zarzaparrilla americana había fallado. Los médicos indígenas la utilizan contra el dolor en la boca de los niños.

## Taxonomía
Hemidesmus indicus fue descrita por (L.) R.Br. ex Schult. y publicado en Systema Vegetabilium 6: 126. 1820.
Sinonimia
- Periploca indica L.[4]